# Martín Luis Guzmán
Martín Luis Guzmán Franco (Chihuahua, 6 de octubre de 1887 - Ciudad de México, 22 de diciembre de 1976), conocido como Martín Luis Guzmán, fue un escritor, periodista y diplomático mexicano a quien se le considera, junto a Mariano Azuela y a Nellie Campobello, pionero de la novela revolucionaria, un género inspirado en las experiencias de la Revolución mexicana de 1910, la cual observó siguiendo a las tropas del general Francisco Villa. Y posteriormente, desde su exilio en los Estados Unidos y España, las de los generales Adolfo de la Huerta y Francisco R. Serrano. Fundó periódicos, revistas semanales y compañías de publicidad. En 1958, fue galardonado con el Premio Nacional de Literatura de México.

## Etapa de la Revolución mexicana
Guzmán nació en Chihuahua, Chihuahua, el 6 de octubre de 1887. Estudió derecho en la Ciudad de México y en 1914 se unió a las tropas de Francisco Villa, con quien trabajó de cerca. Tras ser encarcelado en 1914, se fue como exiliado a España, y en 1915 publicó en Madrid La querella de México, su primer libro.

## Su obra
Entre 1916 y 1920 vivió en Estados Unidos. Desde 1917 dirigió en Nueva York una revista en español llamada El gráfico, y colaboró con la revista Universal. Con los artículos que publicó en ellas formó su segundo libro, en 1920, A orillas del Hudson.
Regresó a México y continuó como periodista. Fue elegido como diputado nacional, pero debió exiliarse desde 1924 hasta 1936 en España, donde escribió varios periódicos. Su libro El águila y la serpiente, publicado en 1928, contenía memorias de las luchas civiles en México. En 1929 publicó la novela La sombra del caudillo que caracterizaba un análisis de la crisis política de México. Posteriormente, Guzmán publicó nuevas novelas como Memorias de Pancho Villa, en 1940, y Muertes Históricas, en 1958, que le valió el Premio Nacional de Ciencias y Artes en Literatura y Lingüística. También es de destacarse su biografía de Xavier Mina, Mina El Mozo : Héroe De Navarra, Espasa Calpe. Madrid, 1932.
La personalidad y la obra de Martín Luis Guzmán pueden perfilarse en tres aspectos esenciales: político liberal, periodista de combate y novelista de fondo histórico. Durante el periodo revolucionario fue primeramente seguidor de Francisco I. Madero y de Francisco Villa después. En los años 1930 sintió inclinaciones y simpatías hacia el comunismo, que se perciben claramente en los comienzos de la Segunda Guerra Mundial.
Persistió en dicha postura durante algún tiempo, hasta que se convenció de la incompatibilidad de tales inclinaciones con su sentido liberal, y desde entonces levantó con decisión la bandera liberal de la Revolución mexicana.
En este aspecto prestó grandes servicios a los gobiernos mexicanos, especialmente al frente de la Comisión Nacional de los Libros de Texto Gratuitos para las escuelas primarias.
Como periodista, fundó a los catorce años el periódico quincenal La Juventud en Veracruz, dirigió en Nueva York El Gráfico en 1917, fundó el diario vespertino El Mundo en 1922; escribió en El Sol y La Voz de Madrid, colaboró en El Heraldo de México y en El Universal, y por fin, fundó y dirigió desde 1942 el semanario Tiempo, una de las mejores revistas político literarias de América.

## Vida pública
- Fue fundador en 1939 de la editorial Ediapsa.

- En 1940 fue nombrado miembro de la Academia Mexicana de la Lengua, el 19 de febrero de 1954 ingresó como miembro numerario, ocupó la silla XIII.[3]

- Fue fundador y director editorial, hasta su muerte, de la revista Tiempo de México.

- Fue el primer titular de la Comisión Nacional de Libros de Texto Gratuitos (Conaliteg) cuando se fundó en 1959 y ejerció el cargo hasta 1976.

- Fue embajador de México ante las Naciones Unidas de 1953 a 1958.

- Durante los sucesos del movimiento de 1968 en México se pronunció a favor del entonces presidente Gustavo Díaz Ordaz desde la revista "Tiempo", en donde apoyó la represión a los estudiantes y las acciones hechas por el gobierno.[4]

- De 1970 a 1976 fue senador de la república.